# Jakarta Monorail

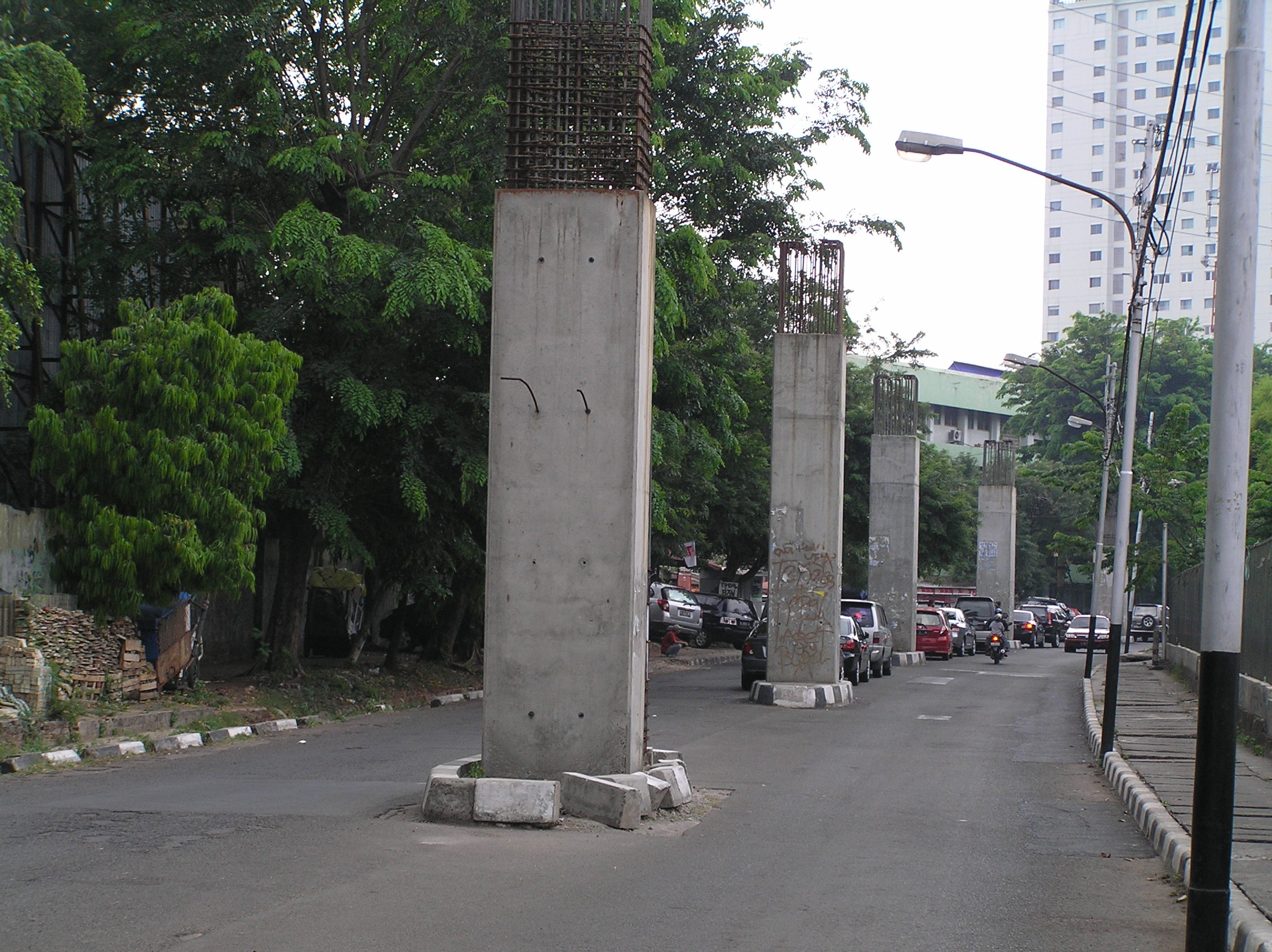
Onafgemaakt project in het straatbeeld

Jakarta Monorail was een gepland monorailproject in de Indonesische hoofdstad Jakarta, bedoeld om het door verkeersinfarcten geplaagde Jakarta van een degelijke vorm van openbaar vervoer te voorzien. In 2004 werd met de bouw begonnen. In maart 2008 werd van het project afgezien door de ontwikkelaar PT Jakarta Monorail vanwege financiële tegenslagen en juridische procedures.
De planning voorzag in twee lijnen: de groene (cirkel)lijn met een lengte van 14,3 km en de blauwe lijn van 13,5 km.
De gemeente zou op zoek zijn geweest naar een nieuwe partner om het project af te maken. In 2015 werd bekend gemaakt dat de bouw niet wordt hervat ten faveure van een metro op viaducten.